# Звезда родилась (фильм, 1954)
«Звезда родилась» (англ. A Star Is Born) — американский музыкальный кинофильм 1954 года. Ремейк фильма «Звезда родилась» 1937 года.
Режиссёром выступил Джордж Кьюкор, сценаристом — Мосс Харт. Главные роли исполнили: Джуди Гарланд и Джеймс Мейсон.
В 2000 году Библиотека Конгресса отобрала фильм 1954 года для сохранения в Национальном реестре фильмов США как «культурно, исторически или эстетически значимый». Фильм занял 43 место в списке AFI в 2002 году и 7 место в списке величайших мюзиклов 2006 года. Песня «The Man That Got Away» заняла 11 место в списке 100 лучших песен в фильмах по версии AFI.
За свою актёрскую работу в этом фильме Гарленд была номинирована на премию Оскар за лучшую женскую роль.
Это вторая из четырёх официальных адаптаций произведения.

## Сюжет
Знакомство кинозвезды Нормана Мэйна (Джеймс Мэйсон) и певицы Эстер Блоджетт (Джуди Гарленд) происходит во время её выступления на одной из главных голливудских церемоний. Норман, изрядно выпивший, появляется на сцене прямо во время представления, однако Эстер спасает положение, представив ситуацию, как запланированный эпизод шоу. Протрезвев, Норман находит девушку в тот самый момент, когда она репетирует с оркестром. Потрясенный неповторимой манерой пения и восхитительным голосом Эстер, он предлагает ей уйти из оркестра и осуществить её мечту — стать кинозвездой. По мере восхождения звезды Эстер — звезда Нормана угасает. Эстер, ставшая женой Нормана, пытается спасти любимого ценой собственного успеха… Пристрастие к алкоголю приводит артиста к гибели.

## В ролях
- Джуди Гарленд — Эстер Блоджетт / Вики Лестер
- Джеймс Мэйсон — Норман Мэйн
- Джек Карсон — Матт Либи, начальник отдела рекламы
- Чарльз Бикфорд — Оливер Найлс, глава киностудии
- Томми Нунан — Дэнни Макгуайр
- Люси Марлоу — Лола Лавери
- Ирвинг Бэйкон — Грейвс
- Хэйзел Шермет — секретарь Либби

В титрах не указаны
- Уиллис Бучи — Макбрайд
- Фрэнк Уилкокс — Фрэнк
- Нэнси Кулп — соседка Эстер
- Строзер Мартин — курьер
- Шейла Бромли — репортёр в Shrine Auditorium
- Олин Хоуленд — Чарли[3]
- Хейни Конклин — участник комедийного бенефиса
- Гертруда Астор — зрительница на ипподроме
- Джин Уиллз — поклонница на благотворительном шоу
- Чарльз Хэлтон — Paymaster
- Аманда Блейк — Сьюзен Эттинг (роль удалена в окончательном монтаже)

## Производство
В декабре 1952 года к Джорджу Кьюкору обратился Сид Луфт, который предложил режиссёру снять музыкальный ремейк фильма 1937 года «Звезда родилась», с его женой Джуди Гарлэнд в главной роли. Ранее Гарленд исполнила роль Вики Лестер в телевизионном эфире Lux Radio в декабре 1942 года вместе с Уолтером Пиджоном, после, она, и Луфт вместе с несколькими партнёрами сформировали Transcona Enterprises специально для производства проекта на экране.
Вывести новый фильм на экран оказалось непростой задачей. Кьюкор хотел, чтобы Кэри Грант исполнил главную мужскую роль, но актёра больше интересовало путешествие с его женой Бетси Дрейк, поэтому решительно отказывался от этой роли. Он также был обеспокоен репутацией Гарленд. Затем режиссёр предложил Хамфри Богарта или Фрэнка Синатру на роль, но Джек Л. Уорнер отверг оба варианта.
В конечном итоге Джеймс Мейсон был утверждён на роль, и съемки начались 12 октября 1953 года. По прошествии нескольких месяцев Кьюкор был вынужден иметь дело не только с постоянными изменениями сценария, но и с очень нестабильной исполнительницей главной роли, которая страдала от наркотической зависимости, значительных колебаний веса, болезней и депрессии. После того, как была отснята значительная часть материала, руководители студии решили, что фильм должен стать первым фильмом Warner Brothers, в котором будет использоваться CinemaScope, что потребовало повторной пересъёмки всего материала.
В марте 1954 года был собран черновой вариант, в котором по-прежнему отсутствовали несколько музыкальных номеров.
Первый тестовый показ картины занял 196 минут, и, несмотря на восторженные отзывы зрителей, Кьюкор и редактор Фольмар Блангстед сократили его до 182 минут для октябрьской премьеры в Нью-Йорке. Отзывы были превосходными, но руководители Warner были обеспокоены тем, что время просмотра ограничивало бы количество ежедневных показов, поэтому провели радикальные сокращения ленты без вмешательства режиссёра. Они сократили ленту до 154 минут, из-за чего фильм потерял два главных музыкальных номера и важные драматические сцены.
Картина стоила более 5 миллионов долларов, что делает её одним из самых дорогих фильмов, когда-либо сделанных в Голливуде. По данным Variety, в прокате США было собрано 6,1 млн долларов. Однако, несмотря на его огромную популярность, фильм не принес прибыли Warner Brothers из-за его чрезмерной стоимости.

## Критика
Босли Краузер из «Нью-Йорк Таймс» написал, что этот фильм 
Одна из величайших душераздирающих драм, которые вышли за последние годы». Всё это длится три часа, и в это необыкновенное время на экране разворачивается полный спектр развлечений. Никто не превосходит мистера Кьюкора в таких вещах, и он получает выступления от мисс Гарленд и мистера Мейсона, которые заставляют сердце трепетать и истекать кровью. Это заслуживающее доверия воплощение трагической маленькой попытки любви в окружении общества, которое видит творческих людей, как продукт для потребления. Это сильные точки, которые связывают все картину. Но есть еще кое-что, что дополняет это. Существует множество музыкальных произведений, начиная от прекрасной, запоминающейся песни-факела и заканчивая огромным номером, рассказывающим о карьере певца. И, несмотря на все это, след сатиры Голливуда, не такой резкий, как в оригинале, но достаточно острый, чтобы стимулировать веселье.
«Time» написали, что Гарленд «дает то, что является одним из величайших шоу с одной женщиной, в современной истории кино», а «Newsweek» писали, что фильм «лучше всего классифицировать как захватывающий личный триумф для Джуди Гарленд. Как актриса, мисс Гарланд более чем адекватна. Как мим и комедийная актриса, она даже лучше. Но как певица, она может справиться с чем угодно, от песен о неразделенной любви и блюза до баллад. Во многих отношениях картина — её». Когда Оскар за лучшую женскую роль получила Грейс Келли, а не Гарленд, Граучо Маркс послал Джуди телеграмму с текстом: «Дорогая Джуди, это самое крупное ограбление со времен Бринка».
На сайте Rotten Tomatoes фильм имеет рейтинг одобрения 98 %, основанный на 40 отзывах рецензиях критиков, со средней оценкой 8.1 из 10. Критический консенсус сайта гласит: «Звезда родилась — это фильм большого масштаба и интимных моментов, показывающий, пожалуй, величайшую роль Джуди Гарленд».

## Награды и номинации
| Награда                                   | Категория                                           | Номинант                    | Результат |
| ----------------------------------------- | --------------------------------------------------- | --------------------------- | --------- |
| Оскар                                     | Лучший актёр                                        | Джеймс Мэйсон               | Номинация |
| Оскар                                     | Лучшая актриса                                      | Джуди Гарленд               | Номинация |
| Оскар                                     | Лучшая оригинальная партитура                       | Рэй Хендорф                 | Номинация |
| Оскар                                     | Лучшая оригинальная песня («The Man that Got Away») | Гарольд Арлен               | Номинация |
| Оскар                                     | Лучшая оригинальная песня («The Man that Got Away») | Айра Гершвин                | Номинация |
| Оскар                                     | Лучший производственный дизайн                      | Джин Аллен                  | Номинация |
| Оскар                                     | Лучший производственный дизайн                      | Малкольм Берт               | Номинация |
| Оскар                                     | Лучший производственный дизайн                      | Джордж Джеймс Хопкинс       | Номинация |
| Оскар                                     | Лучший производственный дизайн                      | Ирен Шарафф                 | Номинация |
| Оскар                                     | Лучший дизайн костюмов                              | Жан Луис                    | Номинация |
| Оскар                                     | Лучший дизайн костюмов                              | Мэри Энн Ниберг             | Номинация |
| Оскар                                     | Лучший дизайн костюмов                              | Ирен Шарафф                 | Номинация |
| Премия Британской Академии в области кино | Лучшая зарубежная актриса                           | Джуди Гарленд               | Номинация |
| Премия Гильдии режиссёров Америки         | Лучшая режиссура — Художественный фильм             | Джордж Кьюкор               | Номинация |
| Золотой глобус                            | Лучший актёр — мюзикла или комедии                  | Джеймс Мэйсон               | Победа    |
| Золотой глобус                            | Лучшая актриса — мюзикла или комедии                | Джуди Гарленд               | Победа    |
| Национальный совет кинокритиков США       | Лучшие десять фильмов                               | Лучшие десять фильмов       | 4е место  |
| Национальный совет сохранения кино        | Национальный реестр фильмов                         | Национальный реестр фильмов | Победа    |
| NYFCC Awards                              | Лучший актёр                                        | Джеймс Мэйсон               | Номинация |
| NYFCC Awards                              | Лучшая актриса                                      | Джуди Гарленд               | Номинация |
| Премия Гильдии сценаристов США            | Лучший сценарист мюзикла                            | Мосс Харт                   | Номинация |

## Музыка
Первоначально саундтрек был выпущен Columbia Records в 1954 году на пластинках.
В 1988 году Columbia выпустила саундтрек на компакт-диске, взяв увертюру и основные музыкальные номера прямо из стереофонического саундтрека фильма.
В 2004 году, к 50-летию фильма, Columbia, Legacy Recordings и Sony Music Soundtrax выпустили почти полный, расширенный в цифровом формате выпуск саундтрека. Из-за отсутствия полной многодорожечной версии всех песен и партитуры из фильма, CD включает в себя смесь монофонических и стереоэлементов для создания максимально полной звуковой дорожки.
Оригинальная моно-виниловая версия Columbia 1954 года была выпущена на компакт-диске в Британии компанией Prism Leisure и также доступна для цифровой загрузки. Эта версия включает в себя бонус-треки с записями песен из других фильмов с Джуди Гарленд.

### Саундтрек 1954 года
- Gotta Have Me Go with You (Гарольд Арлен и Айра Гершвин)
- The Man That Got Away (Гарольд Арлен и Айра Гершвин)
- Born in a Trunk (Роджер Эденс (музыка) и Леонард Герш (текст песни)
- Swanee (Джордж Гершвин)
- I’ll Get By (Рой Терк и Фред Э. Алерт)
- You Took Advantage of Me (Лоренц Харт и Ричард Роджерс)
- The Black Bottom (Перри Брэдфорд)
- The Peanut Vendor (Мойзес Симонс)
- My Melancholy Baby (Эрни Бернетт и Джордж А. Нортон)
- Here’s What I’m Here For (Гарольд Арлен и Айра Гершвин)
- It’s a New World (Гарольд Арлен и Айра Гершвин)
- Someone at Last (Гарольд Арлен и Айра Гершвин)
- Lose That Long Face (Гарольд Арлен и Айра Гершвин)

### Саундтрек 1988 года
- Overture
- Gotta Have Me Go with You
- The Man That Got Away
- Born in a Trunk Medley
- Here’s What I’m Here For
- It’s a New World
- Someone at Last
- Lose That Long Face

### Саундтрек 2004 года
- Overture
- Night of the Stars (Инструментальный)
- Gotta Have Me Go with You
- Norman At Home (Инструментальный)
- Passion Oriental (Инструментальный)
- The Man That Got Away
- Cheatin' On Me (Инструментальный)
- I’m Qutting The Band (Инструментальный)
- The Man That Got Away (Инструментальный)
- Esther in the Boarding House (Инструментальный)
- Oliver Niles Studio (Инструментальный)
- Esther’s Awful Makeup (Инструментальный)
- First Day in the Studio (Инструментальный)
- Born in a Trunk Medley
- Easy Come, Easy Go (Инструментальный)
- Here’s What I’m Here For
- The Honeymoon (Инструментальный)
- It’s a New World
- Someone at Last
- Lose That Long Face
- Norman Overhears the Conversation (Инструментальный)
- It’s a New World (Альтернативный дубль)
- The Last Swim (Инструментальный)
- Finale/End Credits (Инструментальный)

Бонусные треки
- When My Sugar Walks Down the Street
- The Trinidad Coconut Oil Shampoo

### Саундтрек 2005 года
- Gotta Have Me Go with You
- The Man That Got Away
- Born In a Trunk Medley
- Here’s What I’m Here For
- It’s a New World
- Someone at Last
- Lose That Long Face

Бонусные треки (Студийные записи Джуди Гарленд для Decca Records)
- Over the Rainbow (Запись: Июль 28, 1939)
- I’m Nobody’s Baby (Запись: Апрель 10, 1940)
- For Me and My Gal (с Джином Келли) (Запись: Июль 26, 1942)
- When You Wore a Tulip (And I Wore a Big Red Rose) (с Джином Келли) (Запись: Июль 26, 1942)
- Have Yourself a Merry Little Christmas (Запись: Апрель 20, 1944)
- The Boy Next Door (Запись: Апрель 20, 1944)
- The Trolley Song (Запись: Апрель 20, 1944)
- Meet Me in St. Louis (Запись: Апрель 21, 1944)
- On the Atchison, Topeka, and the Santa Fe (Запись: Июль 7, 1945)

## Факты
- Исполнительница главной роли, Джуди Гарленд, работала в фильме очень неравномерно: то по несколько дней не появлялась на площадке, то, наоборот, работала с невероятным энтузиазмом. Её прощали, понимая, что эта лента фактически автобиографична для неё[10].
- Эта картина стала одной из последних для Джуди Гарленд: в 1950 году Metro-Goldwyn-Mayer расторгла с ней контракт, и бывшая звезда осталась практически без работы. Когда её окончательно перестали звать сниматься, она отправилась в длительные международные гастроли, где успешно исполняла песни — основу репертуара составили композиции, прозвучавшие в этом фильме[10].
- Дистрибьюторам фильм показался слишком длинным, и они обрезали его на 40 минут. В 1982 году друзья режиссёра Джорджа Кьюкора взялись восстановить фильм в его версии, но удалось обнаружить лишь часть вырезанного материала[10].